# Edgardo Gazcón
Edgardo Gazcón (Ciudad de México; 8 de noviembre de 1964) es un exactor y periodista mexicano.

## Biografía
Nacido el 8 de noviembre de 1964 en la Ciudad de México y miembro de una familia ligada al medio artístico desde hace tres generaciones. Su padre fue el destacado cineasta y guionista Edgardo Gazcón de Anda. Tiene dos hermanas: Emmar y Mónica. Su abuelo fue el productor de cine Valentín Gazcón. Así mismo su primo fue el actor Valentín Trujillo Gazcón. 
Dada la influencia artística de su familia desde niño Edgardo Gazcón actuó en las películas interpretando pequeños personajes. Estudió Comunicación en la Universidad Continental de la Ciudad de México, una vez finalizados sus estudios estudia actuación en el Centro de Educación Artística (CEA) de Televisa y con la primera actriz Emilia Carranza.
A lo largo de su carrera participó en más de 54 películas y alrededor de 21 telenovelas.
Actualmente Edgardo Gazcón esta radicado en Los Ángeles, Estados Unidos y se dedica al periodismo, ha conducido varios programas y noticieros y se desempeña como corresponsal de Los Ángeles para la cadena de noticias latina El Mundo Actual.

## Filmografía

### Películas
- Brilla una estrella (2005)
- Asesinos por naturaleza (1995)
- Contrabando mortal (1994) .... Carlos Ponce
- Repartidores de muerte (1993) .... Joaquín Razo
- Hombres de acero (1993)
- El prófugo (1992)
- El último narco (1992)
- Carne de prisión (1992)
- La metralleta infernal (1991)
- El jugador (1991) .... Diego Ramos
- Jóvenes perversos (1991)
- De sangre mexicana II (1991)
- Ellos trajeron la violencia (1990)
- Pleito de perdedores (1990)
- El vengador ilegal (1990)
- Crack, vicio mortal (1990)
- Imagen de muerte (1990)
- La ley de las calles (1989)
- Apuesta contra la muerte (1989)
- Entre juego y contrabando (1989)
- Noche de buitres (1988)
- Día de muertos (1988)
- Ladrón (1988)
- Policía de narcóticos (1986) .... Teniente
- El cafre (1986)
- Los matones del Norte (1985)
- Narcotráfico (Sentencia de muerte) (1985) .... Joe Galindo
- El mexicano feo (1984)
- Pedro Navajas   (1984)
- Perros salvajes (1984)
- Fieras en Brama (1983)
- Las computadoras (1982)
- La furia de los karatecas (1982) .... Príncipe Tegal
- El escarabajo (1981)

### Telenovelas
- La potra Zaina (1993) .... Ignacio Miranda
- Tres destinos (1993) .... Daniel
- Carrusel de las Américas (1992) .... Félix
- Al filo de la muerte (1991) .... Dr. Raúl Soto
- Flor y canela (1988) .... Carlos
- Amor en silencio (1988) .... Tomás Robles
- Senda de gloria (1987)
- Cómo duele callar (1987) .... Armando
- Ave fénix (1986) .... Roberto
- Cicatrices del alma (1986) .... Francisco
- El engaño (1986) ....
- Bodas de odio (1983).... Fernando
- Angélica (1985) .... Carlos
- Juegos del destino (1981-1982) .... José Antonio (niño)

## Nominaciones
Premios TVyNovelas
- Mejor actor joven: Cómo duele callar (Nominado) - (1988)